# Fort Shaw
Fort Shaw – jednostka osadnicza w Stanach Zjednoczonych, w stanie Montana, w hrabstwie Cascade.